# Esquecimento (Maria Pardos)
Esquecimento é uma pintura de Maria Pardos. A data de criação é de 1915. Um óleo sobre tela, tem 76,5 centímetros de altura por 105 centímetros de largura. Faz parte da coleção do Museu Mariano Procópio, com o número de inventário 82.21.163.
Com essa obra, Maria Pardos foi laureada com a medalha de prata na Exposição Geral de Belas Artes, em 1915.

## Descrição
Uma mulher branca, de cabelos castanhos desgrenhados, encontra-se deitada sobre um tecido e almofada estampados. Sua pose sanfonada a comprime na tela, com as pernas flexionadas e cruzadas, conferindo-lhe uma aparência quase monumental. O tronco, elevado por uma almofada, destaca seu colo e o seio direito descoberto. Os braços erguidos revelam uma mancha na axila, sugerindo pelos, um detalhe que intensifica a sensualidade da composição.
O corpo da modelo está parcialmente coberto por um tecido brocado dourado, que sobrepõe um lençol branco, perceptível apenas por sua borda em contato com a pele. As áreas expostas incluem o seio direito, os braços, a cabeça e os pés – estes últimos com um aspecto sujo, contrastando com o busto detalhadamente trabalhado. O olhar da mulher, calmo e quase hipnótico, reforça a impressão de entorpecimento ou exaustão, como se estivesse suspensa entre o despertar e o sono.  
No fundo, à direita da composição, um grande jarro se impõe, preenchendo a altura da tela. A almofada, o tapete e o jarro funcionam como elementos deslocados no espaço e tempo da artista, evocando uma estética orientalista.

## Análise
Durante a inauguração da Exposição Geral de Belas Artes, em 1915, um periódico da época ressaltou a importância de Esquecimento por meio de uma breve descrição: “Uma pintura retratando uma mulher reclinada em um sofá, com um busto bem trabalhado e um braço em escorço primorosamente executado, da Sra. Maria Pardos.”

## Exposições

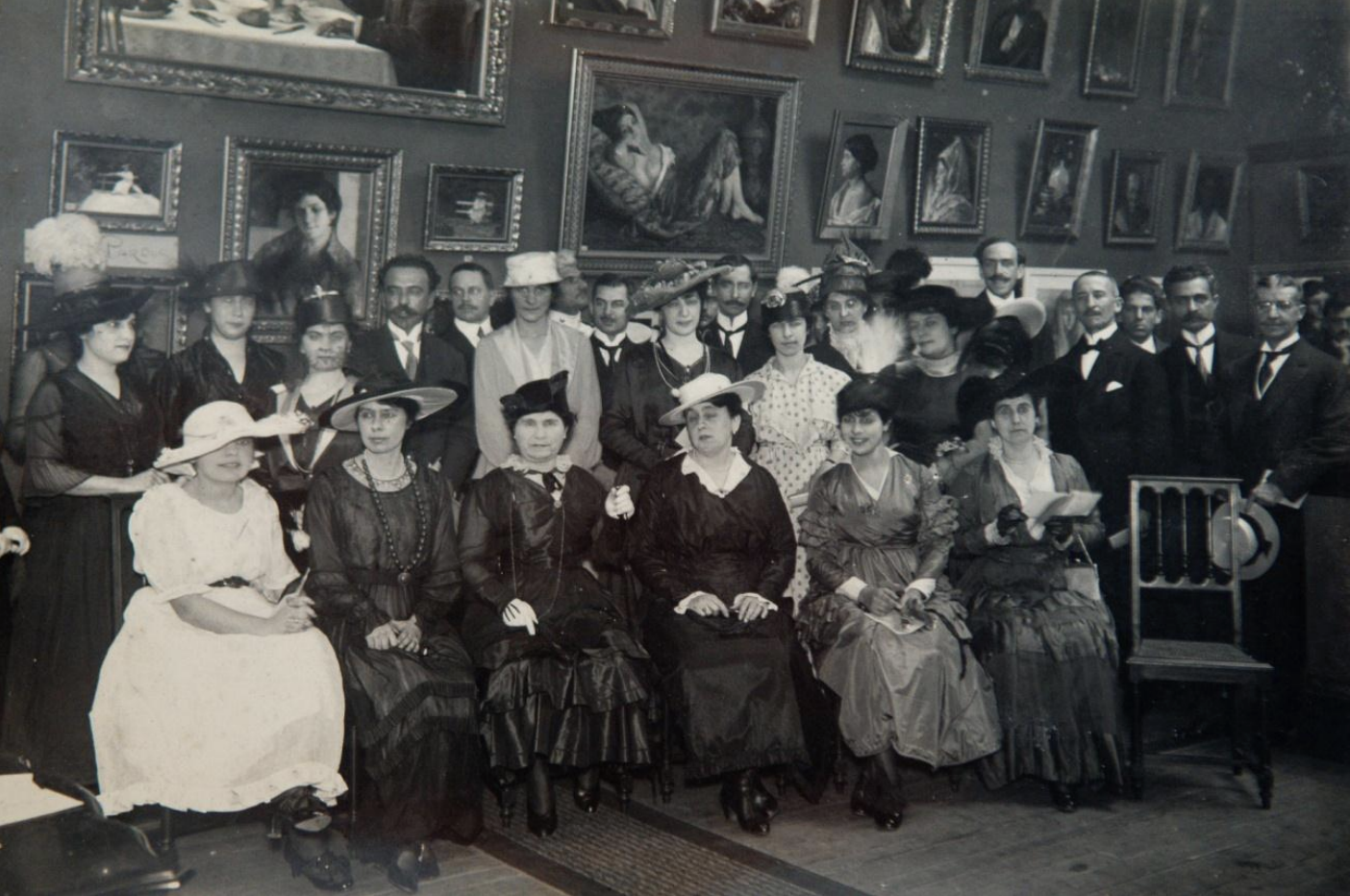
Inauguração da exposição na Galeria Jorge, em 1916, com Esquecimento ao fundo

- 1915 - XXII Exposição Geral de Belas Artes.[1]
- 1916 - Exposição Regina Veiga e Maria Pardos, na Galeria Jorge.[1]

- 1922 - Inauguração da Galeria de Belas Artes, no Museu Mariano Procópio.[1]